# Икель
Икель (рум. Ichel) — река, правый приток Днестра, впадающая в Днестр у села Кошерница (Криулянский район). Длина реки — 101 км. Площадь водосборного бассейна — 814 км². Годовой объём стока — 20,5 млн м³.
Впадение в Днестр, от устья — 322 км.
Среднегодовой сток — 0,65 м³/с.
Общее падение от истока до устья — 223 м.
Икель входит в число 8 крупнейших рек Молдовы, чья длина превышает 100 км. Он в этом списке последний.
У села Фаурешты в реку впадает небольшой ручей близлежащего открытого родника с качественной питьевой водой.

## Экологическое состояние
В реку осуществляется сток канализации из населённых пунктов Ратуш, Магдачешты, Пашканы, Криково (Cricova), Чореску (Ciorescu), Фаурешты (Fauresti), Гояны (Goian), Грушево, Бошканы, Кошерница и других, в которых нет очистных сооружений, либо они изношены. Берега реки частично засорены бытовыми отходами.